# HD141641
HD141641 — хімічно пекулярна зоря спектрального класу B8, що має видиму зоряну величину в смузі V приблизно  9,0.
Вона  розташована на відстані близько 3261,6 світлових років від Сонця.

## Фізичні характеристики
Телескоп Гіппаркос зареєстрував фотометричну змінність  даної зорі з періодом    3,44 доби в межах від  Hmin= 8,99 до  Hmax= 8,87.

## Пекулярний хімічний склад
Зоряна атмосфера HD141641 має підвищений вміст 
Si
.